# 1st Armoured Division
1st Armoured Division är en pansardivision som tillhör den Brittiska armén, den sattes upp 1938 under namnet The Mobile Division. Divisionen tjänstgjorde på flera fronter under större delen av andra världskriget, förbandet upplöstes den 1 januari 1945 efter hårda strider vid Gotiska linjen i norra Italien. 1960 återuppsattes divisionen under namnet 1st Division efter att 1st Infantry Division hade upplösts, bytte namn till 1st Armoured Division 1976.